# ميغيل أرتيتا
ميغيل أرتيتا (بالإنجليزية: Miguel Arteta)‏ هو مخرج أمريكي، ولد في 1965 في سان خوان في الولايات المتحدة.

## وصلات خارجية
- ميغيل أرتيتا على موقع IMDb (الإنجليزية)
- ميغيل أرتيتا على موقع ألو سيني (الفرنسية)
- ميغيل أرتيتا على موقع أول موفي (الإنجليزية)
- ميغيل أرتيتا على موقع بوكس أوفيس موجو (الإنجليزية)
- ميغيل أرتيتا على موقع قاعدة بيانات الأفلام السويدية (السويدية)
- ميغيل أرتيتا على موقع إن إن دي بي (الإنجليزية)
- ميغيل أرتيتا على موقع قاعدة بيانات الفيلم (الإنجليزية)
- ميغيل أرتيتا على موقع كينوبويسك (الروسية)